# Mesangiospermae
Mesangiospermae là một nhánh trong thực vật có hoa, được gọi không chính thức là "mesangiosperms". Chúng là một trong 4 nhóm của thực vật hạt kín. Có khoảng 350.000 loài được coi là thuộc về Mesangiospermae. Nhóm này chứa khoảng 99,95% số lượng loài thực vật hạt kín, khi cho rằng khoảng 175 loài không thuộc về nhóm này và khoảng 350.000 thuộc về nó.
Mesangiospermae không được gán vào cấp bậc phân loại nào. Tuy nhiên, nếu có ý định gán cấp bậc cho nó thì cấp bậc của nó nằm trong khoảng giữa lớp với ngành.
Bên cạnh nhóm Mesangiospermae, các nhóm khác của thực vật có hoa là Amborellales, Nymphaeales và Austrobaileyales. Ba nhóm này được gọi bằng tên chung là thực vật hạt kín cơ sở. Các tên gọi cấp bộ, kết thúc bằng -ales tại đây được sử dụng mà không nói tới cấp bậc phân loại do các nhóm này chỉ chứa một bộ.

## Miêu tả
Trong các nghiên cứu phát sinh loài phân tử, Mesangiospermae luôn luôn được hỗ trợ mạnh như là một nhóm đơn ngành. Không có đặc trưng nào được tìm thấy ở mọi loài trưởng thành của Mesangiospermae mà lại không được tìm thấy ở bất kỳ nhánh nào của thực vật hạt kín cơ sở. Tuy nhiên, Mesangiospermae được công nhận trong giai đoạn sớm hơn của sự phát triển phôi mầm. Noãn chứa thể giao tử lớn, còn được biết đến như là túi phôi, là lưỡng cực trong cấu trúc và chứa 8 nhân tế bào. Các tế bào đối cực là bền và nội nhũ là tam bội.

## Lịch sử
Các hóa thạch cổ nhất đã biết của thực vật có hoa là hóa thạch của Mesangiospermae từ tầng Hauterive của kỷ Creta, khoảng 136-130 triệu năm trước.
Các so sánh trình tự DNA chỉ ra rằng Mesangiospermae bắt nguồn vào khoảng 150-140 triệu năm trước (Ma) gần với thời điểm bắt đầu kỷ Creta. Nó là khoảng 25 Ma sau bắt nguồn của thực vật hạt kín, khoảng Trung Jura.
Vào khoảng 135 Ma, Mesangioispermae đã phân tỏa ra thành 5 nhóm: Chloranthales, Magnoliidae, Monocots, Ceratophyllales và Eudicots. Nếu người ta gán cấp bậc phân loại cho chúng thì các nhóm này sẽ được chỉ định là cấp lớp. Sự phân tỏa ra thành 5 lớp như thế này có lẽ đã xảy ra trong khoảng 4 triệu năm.
Do khoảng thời gian phân tỏa (khoảng 4 triệu năm) là ngắn ngủi so với độ tuổi của chúng (khoảng 145 triệu năm), nên từ lâu người ta cho rằng 5 nhóm này của Mesangiospermae đã phát sinh đồng thời. Năm 2007, hai nghiên cứu có ý định phân giải các mối quan hệ phát sinh loài giữa 5 nhóm này bằng cách so sánh một lượng lớn trong bộ gen lạp lục của chúng. Các nghiên cứu này đồng nhất với nhau về phát sinh loài có thể nhất cho Mesangiospermae. Nó là tương tự như phát sinh loài chỉ ra trên website của Angiosperm Phylogeny Group. Tuy nhiên, kết quả này không được hỗ trợ đủ mạnh. Thử nghiệm tôpô xấp xỉ không thiên vị chỉ ra rằng một vài phát sinh loài có thể khác có xác suất trên 5% là chính xác. Điểm yếu chính của hai nghiên cứu này là chỉ một lượng nhỏ các loài mà DNA của chúng đã được sử dụng trong phân tích phát sinh loài, tương ứng là 45 và 64 trong hai phân tích nói trên. Điều này là khó tránh khỏi, do trình tự bộ gen lạp lục hoàn hảo mới chỉ có được cho rất ít loài thực vật.

## Phát sinh chủng loài
|  | Magnoliales |
|  |             |
|  | Laurales    |
|  |             |

|  | Canellales |
|  |            |
|  | Piperales  |
|  |            |

|  | Magnoliales |
|  |             |
|  | Laurales    |
|  |             |

|  | Canellales |
|  |            |
|  | Piperales  |
|  |            |

|  | Magnoliales |
|  |             |
|  | Laurales    |
|  |             |

|  | Canellales |
|  |            |
|  | Piperales  |
|  |            |

|  | Magnoliales |
|  |             |
|  | Laurales    |
|  |             |

|  | Canellales |
|  |            |
|  | Piperales  |
|  |            |

|  | Magnoliales |
|  |             |
|  | Laurales    |
|  |             |

|  | Canellales |
|  |            |
|  | Piperales  |
|  |            |

|  | Magnoliales |
|  |             |
|  | Laurales    |
|  |             |

|  | Canellales |
|  |            |
|  | Piperales  |
|  |            |

|  | Magnoliales |
|  |             |
|  | Laurales    |
|  |             |

|  | Canellales |
|  |            |
|  | Piperales  |
|  |            |

|  | Magnoliales |
|  |             |
|  | Laurales    |
|  |             |

|  | Canellales |
|  |            |
|  | Piperales  |
|  |            |

|  | Monocots                                                     |
|  |                                                              |
|  | \| \| Ceratophyllales \| \| \| \| \| \| Eudicots \| \| \| \| |
|  |                                                              |
|  | Ceratophyllales                                              |
|  |                                                              |
|  | Eudicots                                                     |
|  |                                                              |

|  | Ceratophyllales |
|  |                 |
|  | Eudicots        |
|  |                 |

|  | Magnoliales |
|  |             |
|  | Laurales    |
|  |             |

|  | Canellales |
|  |            |
|  | Piperales  |
|  |            |

|  | Magnoliales |
|  |             |
|  | Laurales    |
|  |             |

|  | Canellales |
|  |            |
|  | Piperales  |
|  |            |

|  | Magnoliales |
|  |             |
|  | Laurales    |
|  |             |

|  | Canellales |
|  |            |
|  | Piperales  |
|  |            |

|  | Magnoliales |
|  |             |
|  | Laurales    |
|  |             |

|  | Canellales |
|  |            |
|  | Piperales  |
|  |            |

|  | Magnoliales |
|  |             |
|  | Laurales    |
|  |             |

|  | Canellales |
|  |            |
|  | Piperales  |
|  |            |

|  | Magnoliales |
|  |             |
|  | Laurales    |
|  |             |

|  | Canellales |
|  |            |
|  | Piperales  |
|  |            |

|  | Magnoliales |
|  |             |
|  | Laurales    |
|  |             |

|  | Canellales |
|  |            |
|  | Piperales  |
|  |            |

|  | Magnoliales |
|  |             |
|  | Laurales    |
|  |             |

|  | Canellales |
|  |            |
|  | Piperales  |
|  |            |

|  | Monocots                                                     |
|  |                                                              |
|  | \| \| Ceratophyllales \| \| \| \| \| \| Eudicots \| \| \| \| |
|  |                                                              |
|  | Ceratophyllales                                              |
|  |                                                              |
|  | Eudicots                                                     |
|  |                                                              |

|  | Ceratophyllales |
|  |                 |
|  | Eudicots        |
|  |                 |